# FA Futsal Cup
La Coppa d'Inghilterra (NFS Men's League Plate in inglese) è una competizione calcettistica riservata a squadre maschili affiliate alla Football Association, ente organizzatore della manifestazione. È il secondo torneo di calcio a 5 per importanza in Inghilterra dopo la massima divisione del campionato nazionale.

## Storia
Nota inizialmente come FA Futsal Cup, è stata la prima competizione federale di calcio a 5 dell'Inghilterra (2003) nonché l'unica finché non venne inaugurato il campionato (2008). Durante questo periodo la vittoria del trofeo determinava la qualificazione alla UEFA Futsal Champions League. Con l'istituzione delle "National Futsal Series", introdotte a partire dalla stagione 2019-2020 per stimolare lo sviluppo della disciplina, la formula è stata rivoluzionata per riflettere la riforma dei campionati.

## Albo d'oro
- 2003:  Hallam (1)
- 2004:  White Bear (1)
- 2005:  Doncaster (1)
- 2006:  White Bear (2)
- 2007:  Ipswich Wolves (1)
- 2008:  Helvecia (1)
- 2009:  Helvecia (2)
- 2010:  Helvecia (3)
- 2011:  Manchester (1)
- 2012: Non disputata

- 2013: Non disputata
- 2014:  Baku United (1)
- 2015:  Baku United (2)
- 2016:  Oxford City (1)
- 2017:  Baku United (3)
- 2018:  Helvecia (4)
- 2019:  Helvecia (5)